# قلعه هوهن‌تسولرن
قلعه هوهن‌تسولرن (آلمانی: Burg Hohenzollern) یک قلعه تاریخی و محل فرمانروایی دودمان هوهن‌تسولرن است. این قلعه در نزدیکی شهر هشینگن در دامنه آلپ سوابی در مرکز ایالت بادن-وورتمبرگ آلمان قرار دارد.
این قلعه سه بخش دارد، قدیمی‌ترین بخش آن در اوایل سده یازدهم میلادی ساخته شد، بخش دوم که جدیدتر بود بین سال‌های ۱۴۵۴ تا ۱۴۶۱ ساخته شد. اما بزرگترین و جدیدترین بخش آن در ۱۸۴۶ تا ۱۸۶۷ با معماری فردریش آگوست اشتولر ساخته شد. 